# Flash-OFDM
Flash-OFDM steht für Fast Low-latency Access with Seamless Handoff – Orthogonal Frequency Division Multiplexing. Es ist eine Methode der Datenübertragung für mobilen Breitband-Internetzugang und basiert auf der Modulationstechnik OFDM.
Flash-OFDM arbeitet im UHF-Frequenzband bei 450 MHz und ist nicht kompatibel zu GSM oder UMTS. Die Technik wurde von der amerikanischen Firma Flarion entwickelt. Es können Datenübertragungsraten von (typischerweise) 1,5 bis 2,5 (max. 5,1) MBit/s im Downlink und 500 bis 1000 (max. 1800) kBit/s im Uplink erreicht werden.
Das erste flächendeckende kommerzielle Flash-OFDM-Netz wurde im Oktober 2005 von T-Mobile in der Slowakei gestartet.
Unter anderem fand die Flash-OFDM-Technologie Einsatz bei der mobilen Internetanbindung von ICE-Zügen der Deutschen Bahn (Mobility Net).